# Aeródromo de Pajomovo
El Aeródromo de Pajomovo (en ruso: Аэродром Пахомово; IATA: , ICAO: UIAR), se encuentra 1 km al este de Pajomovo, en el óblast de Tula, Rusia.

## Pista
El aeródromo de Pajomovo dispone de una pista de tierra con dirección 06/24 y unas dimensiones de 1.000 × 1.100 m (3.281 × 3.609 pies).